# 拟杜茎山
拟杜茎山（学名：Maesa consanguinea）为紫金牛科杜茎山属下的一个种。